# Deliverance: Stormlord II
Deliverance: Stormlord II, spesso scritto soltanto Deliverance sulle schermate, è un videogioco a piattaforme pubblicato nel 1990 per Amstrad CPC, Commodore 64 e ZX Spectrum dalla Hewson. È il seguito di Stormlord e come il precedente ha per protagonista un barbaro con mantello e copricapo cornuto, che combatte contro mostri per salvare delle fate. Mentre il predecessore è un'avventura con enigmi, Deliverance ha molto più dello sparatutto a scorrimento.
Nel 1992 uscì un rifacimento per computer a 16 bit intitolato solo Deliverance (a volte considerato una conversione dello stesso gioco, ma di fatto il design è molto diverso).

## Modalità di gioco
Si controlla Stormlord attraverso scenari lineari a scorrimento orizzontale verso destra. La vista è bidimensionale di lato e lungo il cammino, oltre al suolo, sono presenti piattaforme di varia natura. L'obiettivo è raggiungere la fine del percorso e salvare più fate possibile lungo la strada.
Stormlord può camminare a destra e sinistra, saltare e deviare in volo, accovacciarsi, e sparare piccole palle di fuoco con traiettoria curva.
Il salto si può effettuare anche più alto e ampio con un metodo insolito: il giocatore può dare fino a tre comandi di salto in rapida successione, saltando nuovamente mentre è in volo, come se ci fossero dei gradini invisibili.
Negli scenari si trovano armi secondarie da raccogliere. Sono di cinque tipi, selezionabili da tastiera, ciascuna con munizioni limitate. Alcune sono in parte direzionabili. Nei primi livelli si possono trovare bombe a largo raggio, balestra a lungo raggio, e palle chiodate rimbalzanti.
Le fate hanno l'aspetto di donne alate nude, si raccolgono mentre volano e il numero di fate salvate è mostrato nel pannello informativo in basso, insieme a munizioni e punteggio.
I molti nemici comprendono pipistrelli, troll, zombi, draghi, ecc., inoltre molti ostacoli letali fanno parte dello scenario, come acido, lava, bolle velenose, rocce cadenti, ecc. Più avanti si incontrano anche demoni che ricatturano le fate.
Si inizia con ben 9 vite, ma si perdono facilmente a ogni contatto con un pericolo.
Ci sono in tutto 6 livelli, a gruppi di due in tre ambientazioni che rappresentano l'inferno, la terra e il cielo. Ogni due livelli c'è un caricamento e si riceve un codice segreto che permette, nelle prossime partite, di ripartire direttamente dallo stesso livello raggiunto, mantenendo anche lo stesso punteggio e numero di fate finora salvate.
In alcuni tratti è possibile cavalcare un piccolo drago, se prima si è riusciti a raccogliere al volo le sue uova. Con il drago si può volare in tutte le direzioni, inoltre aumenta la potenza di fuoco poiché anche il drago spara in contemporanea.
Tra un livello e l'altro ci sono livelli bonus che permettono di vincere vite. Qui l'obiettivo è prendere sia le fate, sia le monete che lasciano cadere di conseguenza. Lo schermo è fisso e senza piattaforme e Stormlord si trova a terra con capacità di saltare ridotta, ma può piazzare in aria dei simboli di cuore, sui quali poi salta o cammina, usandoli come scale per raggiungere le fate. I cuori scompaiono dopo pochi istanti per cui bisogna essere rapidi, inoltre si devono evitare draghi volanti.
Ci sono due tipi di scontri con boss finali e intermedi, durante i quali lo scorrimento si ferma: la classiche grandi creature molto resistenti, oppure orde di creature minori di un certo tipo che arrivano in grande quantità.
Verso la fine del gioco c'è anche uno scontro con rocce volanti ispirato ad Asteroids.

## Sviluppo
Deliverance fu sviluppato originariamente nella sua versione per ZX Spectrum, principalmente da  Raffaele Cecco per quanto riguarda design, programmazione e grafica.
Cecco, allora un autore molto pubblicizzato, aveva sviluppato molti dei maggiori successi per Spectrum della Hewson, tra cui Stormlord, perciò realizzare Stormlord II fu una scelta abbastanza sicura per l'azienda.
Cecco rivide completamente la sua tecnica di programmazione dello scorrimento sullo Spectrum, permettendo un gioco più rapido e intenso rispetto a Stormlord, perciò si orientò su un gameplay più lineare e d'azione e meno rompicapo, come in altri suoi giochi precedenti.
Lo stile della grafica rimase simile a Stormlord, ma con ambientazione più infernale e aggressiva. Per differenziare i due giochi nelle meccaniche, Cecco introdusse le armi secondarie e i salti multipli, le sequenze in volo a cavallo di draghi per variare l'azione, i boss che erano una novità nelle produzioni di Cecco, e i livelli con temi variabili.
Fu anche raddoppiata la quantità di fate nude nel gioco, ma questo ormai non sollevava più problemi di censura come un tempo e Cecco non ricorda di averne neppure discusso con la Hewson.
Seguirono le conversioni per gli altri computer. Su Amstrad CPC si utilizzò la modalità grafica a bassa risoluzione che permise un risultato più colorato dell'originale, ma con minore spazio di manovra per il personaggio. Su Commodore 64 si utilizzò la grafica basata su sprite, che appare leggermente meno rifinita, ma comunque molto efficace, inoltre si sfruttarono la maggiore velocità e capacità audio della macchina.

## Accoglienza
Deliverance fu accolto con entusiasmo dalla stampa di settore europea, che però rimase perplessa sulla difficoltà molto elevata del gioco, spesso vista come potenzialmente frustrante, specie per i principianti.
Quasi tutte le riviste dell'epoca, per tutte le tre versioni, danno valutazioni complessive superiori al 70%. La versione ZX Spectrum soprattutto arrivò a ricevere un 91% e il riconoscimento di Megagame da Your Sinclair 56, e voti superiori all'80% da Crash 78 e MicroHobby 205. Una rara testata poco soddisfatta fu 64'er 12 (Commodore 64) che assegnò 5/10 alla "motivazione", soprattutto per la questione della difficoltà.
In retrospettiva Retro Gamer lo ritiene uno dei migliori run 'n' gun per ZX Spectrum, anche notevolmente ricco di colore in proporzione alle capacità dell'hardware. Descrive come impressionante la conversione Commodore 64, che è anche molto più veloce e meglio dotata di sonoro e musica.